# League of Legends EMEA Championship
League of Legends EMEA Championship (LEC), trước đây là European League of Legends Championship Series (EU LCS) và League of Legends European Championship, là giải đấu thể thao điện tử Liên Minh Huyền Thoại chuyên nghiệp cấp cao nhất của khu vực châu Âu, Trung Đông và châu Phi, bao gồm 10 đội. Mỗi mùa giải LEC hàng năm đều được chia thành 3 giải: Mùa Đông, Mùa Xuân và Mùa Hè, tất cả đều bao gồm ba tuần thi đấu vòng tròn một lượt, sau đó kết thúc bằng các Vòng loại trực tiếp (play-offs) giữa sáu đội đứng đầu. Vào cuối mùa giải, đội Vô địch giải mùa hè, đội Vô địch vòng loại khu vực và Á quân vòng loại khu vực đủ điều kiện tham dự Giải vô địch thể thao điện tử Liên Minh Huyền Thoại thế giới hàng năm.
Ngoại trừ một số sự kiện lưu diễn, tất cả các trận đấu của LEC đều được diễn ra trực tiếp tại studio của Riot Games ở Adlershof, Berlin, Đức. Ngoài khán phòng thu nhỏ, tất cả các trận đấu đều được phát trực tiếp bằng nhiều ngôn ngữ khác nhau trên Twitch, YouTube và Azubu, với các chương trình phát sóng thường xuyên thu hút hơn 300.000 người xem.
Sự phổ biến và thành công của LEC đã thu hút sự chú ý của truyền thông. Vào ngày 30 tháng 9 năm 2016, Thượng viện Pháp nhất trí thông qua phiên bản cuối cùng của luật Loi pour une République numérique, cải thiện đáng kể quy trình cấp thị thực cho người chơi LEC và vận động viên thể thao điện tử nói chung, đưa ra một khung pháp lý cho hợp đồng thể thao điện tử, giới thiệu các cơ chế để đảm bảo thanh toán tiền mặt, chỉ định quyền cho vận động viên thể thao điện tử nhỏ và nhiều hơn nữa. Vài tháng trước, Pháp cũng đã giới thiệu một liên đoàn thể thao điện tử mới - "France Esports", có nhiệm vụ là cơ quan đại diện của thể thao điện tử đối với chính phủ và là "đối tác của Ủy ban Thể thao và Olympic Pháp cho tất cả các vấn đề liên quan đến việc công nhận thể thao điện tử là môn thể thao chính thức". Tây Ban Nha cũng làm như vậy vào tháng 11 năm 2016, lập ra Spanish Federation of Video Games and Esports. LEC đã thu hút được sự tài trợ từ Acer, Coca-Cola và American Express.
Fnatic là đội duy nhất còn lại đã tham dự tất cả các mùa giải của LEC kể từ giải mùa Xuân năm 2013.
Từ năm 2023 trở đi, LEC có thêm giải mùa Đông và Chung kết năm. 6 đội tuyển xuất sắc nhất trong năm tham dự giải đấu Chung kết năm để giành quyền tham dự Chung kết thế giới Liên Minh Huyền Thoại.

## Lịch sử
Riot Games đã ra mắt Liên Minh Huyền Thoại vào tháng 10 năm 2009 và nhanh chóng thu hút sự chú ý từ cộng đồng game thủ. 2 mùa giải thi đấu đầu tiên bao gồm một loạt các giải đấu được tổ chức chủ yếu bởi các bên thứ ba, như Intel Extreme Masters ở Châu Âu và Major League Gaming ở Bắc Mỹ. Đây cũng là khu vực chủ nhà đầu tiên của Giải vô địch thể thao điện tử Liên Minh Huyền Thoại thế giới do Riot Games tổ chức.
Ngày 6 tháng 8 năm 2012, Riot Games tuyên bố thành lập LCS, tạo ra một giải đấu hoàn toàn chuyên nghiệp do chính Riot Games điều hành với lịch trình thường xuyên và mức lương đảm bảo cho các tuyển thủ, bao gồm 8 đội ở cả Bắc Mỹ và Châu Âu. 3 đội đứng đầu trong cả hai giải vô địch khu vực Châu Âu và Bắc Mỹ của Riot Games được tổ chức vào tháng 8 năm 2012 sẽ tự động đủ điều kiện tham dự LCS, với 5 đội còn lại được quyết định trong các giải đấu vòng loại được tổ chức vào tháng 1 năm 2013. Mỗi mùa LCS được chia thành hai giải: mùa Xuân và mùa Hè; giải đấu mùa Xuân đầu tiên được diễn ra vào ngày 7 tháng 2 năm 2013 tại Bắc Mỹ vào ngày 9 tháng 2 năm 2013 tại Châu Âu.
Vào mùa giải 2015, một quy định bán tài trợ mới đã được đặt. Kết quả là một số đội đã buộc phải đổi thương hiệu và rời khỏi các tổ chức quản lý tương ứng của họ.
Vòng chung kết EU LCS mùa hè 2015 được tổ chức tại Hovet Arena, Stockholm, kết thúc với chiến thắng 3-2 của Fnatic trước Origen và đạt gần 1 triệu người xem đồng thời trên Twitch, YouTube và Azubu - số lượng người xem cao nhất của LCS từ trước đến nay.
Trận chung kết EU LCS mùa xuân 2016 đã được tổ chức tại Rotterdam Ahoy ở Rotterdam, với chiến thắng 3-1 dành cho G2 Esports trước Origen, đây cũng chính là chức vô địch LCS đầu tiên của họ. Đây cũng là lần đầu tiên G2 Esports tham dự LCS chuyên nghiệp sau khi được thăng hạng nhờ chiến thắng ở giải European Challenger Series và European Promotion Tournament mùa Hè 2016.
Trận chung kết EU LCS mùa hè 2016 đã được tổ chức tại Tauron Arena ở Kraków, Ba Lan. G2 Esports đã giành chiến thắng 3-1 trước Splyce qua đó bảo vệ thành công chức vô địch LCS thứ hai của họ. Splyce sau đó cũng đã giành chiến thắng tại vòng loại khu vực EU LCS mùa hè 2016 và đủ điều kiện tham dự Giải vô địch thể thao điện tử Liên Minh Huyền Thoại thế giới với tư cách là hạt giống thứ ba của Châu Âu.
Trận chung kết EU LCS mùa xuân 2017 được tổ chức tại Barclaycard Arena ở Hamburg, Đức, nơi G2 chiến thắng 3-1 trước Unicorns of Love, giành được chức vô địch LCS thứ ba của họ và đủ điều kiện tham gia Giải giao hữu quốc tế giữa mùa (MSI) - một giải đấu quốc tế được tổ chức hàng năm bởi Riot Games. G2 đứng thứ hai tại MSI 2017, thua 1-3 trước SKT T1 - đại diện của Hàn Quốc trong trận chung kết.
Năm 2019, giải đấu được đổi tên từ "European League of Legends Championship Series" (EU LCS) thành "League of Legends European Championship" (LEC) và bắt đầu hình thức nhượng quyền, mà trước đó LCS của Bắc Mỹ cũng đã sử dụng hình thức này, LEC đã chọn ra mười đối tác nhượng quyền vĩnh viễn, thay thế cho hình thức thăng hạng và xuống hạng trước đó. Do đó, giải đấu thứ cấp của EU LCS - EU Challenger Series (EUCS) đã bị hủy bỏ và thay thế bằng một giải đấu độc lập có tên là European Masters - nơi có các đội tuyển hàng đầu từ nhiều giải đấu khu vực của châu Âu.
Từ năm 2023 trở đi, LEC có 4 giải đấu: mùa Đông, mùa Xuân, mùa Hè và Chung kết năm. 3 đội vô địch 3 mùa giải (Đông, Xuân và Hè) và 3 đội có thành tích cao nhất trong số còn lại sẽ tham dự giải đấu Chung kết năm.

## Thể thức thi đấu
Kể từ khi giải đấu đổi tên vào năm 2023, 10 đội được lựa chọn thông qua nhượng quyền thương hiệu, sẽ thi đấu tại LEC. Mỗi mùa được chia thành ba giải: Mùa Đông, Mùa Xuân và Mùa Hè. Hiện tại, mỗi mùa giải 3 tuần thi đấu và 2 Vòng. Trong đó, Vòng 1 các đội thi đấu với nhau một lần theo thể thức vòng tròn một lượt tính điểm, tổng cộng mỗi đội sẽ thi đấu 9 trận. 8 đội đứng đầu sẽ bước vào Vòng 2 là Vòng loại trực tiếp (play-offs) và thi đấu theo thể thức Nhánh thắng - thua để giành chức vô địch. Các đội tại Vòng loại trực tiếp của mỗi mùa giải sẽ được trao Điểm tích lũy dựa trên thứ hạng, được sử dụng để xác định hạt giống cho vòng Chung kết mùa.
Đối với các mùa giải năm 2023 được chia thành 3 Vòng. Vòng 1 các đội thi đấu với nhau một lần theo thể thức vòng tròn một lượt tính điểm, 8 đội đứng đầu sẽ bước vào Vòng 2 là Vòng bảng loại trực tiếp (play-offs group), nơi mà 8 đội sẽ được chia vào 2 bảng đấu, thi đấu theo thể thức Nhánh thắng - thua. 4 đội đứng đầu sẽ bước vào Vòng 3 là Vòng loại trực tiếp (play-offs) và thi đấu theo thể thức Nhánh thắng - thua để giành chức vô địch.

### Tổng quan mùa giải hiện tại (2025)

#### Giải mùa Đông
- Vòng bảng
  - Bao gồm 10 đội tham gia thi đấu.
  - Thi đấu theo thể thức vòng tròn 1 lượt, các trận đấu thi đấu theo thể thức Bo1.
  - 8 đội đứng đầu sẽ bước vào Vòng loại trực tiếp.
- Vòng loại trực tiếp
  - Bao gồm 8 đội tham gia thi đấu.
  - Thi đấu theo thể thức loại kép (Double Elimination).
  - Các trận đấu thi đấu theo thể thức Bo3, ngoại trừ các trận Bán kết nhánh thua, Chung kết nhánh thắng, Chung kết nhánh thua và Chung kết tổng thi đấu theo thể thức Bo5.
  - Các trận đấu cấm/chọn theo thể thức Fearless Draft.
  - Đội vô địch ở giải Mùa Đông sẽ đủ điều kiện đại diện khu vực LEC tham gia First Stand 2025.

#### Giải mùa Xuân
- Vòng bảng
  - Bao gồm 10 đội tham gia thi đấu.
  - Thi đấu theo thể thức vòng tròn 1 lượt, các trận đấu thi đấu theo thể thức Bo3.
  - 6 đội đứng đầu sẽ bước vào Vòng loại trực tiếp.
- Vòng loại trực tiếp
  - Bao gồm 6 đội tham gia thi đấu.
  - Thi đấu theo thể thức loại kép (Double Elimination).
    - Các đội có thứ hạng từ 1 đến 4 sẽ bắt đầu từ nhánh thắng.
    - Các đội có thứ hạng 5 và 6 sẽ bắt đầu từ nhánh thua.

  - Tất cả các trận đấu thi đấu theo thể thức Bo5.
  - Đội vô địch và đội á quân ở giải Mùa Xuân sẽ đủ điều kiện đại diện khu vực LEC tham gia MSI 2025.

#### Giải mùa Hè
- Vòng bảng
  - Bao gồm 10 đội tham gia thi đấu, được chia làm 2 bảng, mỗi bảng 5 đội.
  - Các bảng thi đấu theo thể thức vòng tròn 2 lượt, các trận đấu thi đấu theo thể thức Bo3.
  - 4 đội đứng đầu mỗi bảng sẽ bước vào Vòng loại trực tiếp.
- Vòng loại trực tiếp
  - Bao gồm 8 đội tham gia thi đấu.
  - Thi đấu theo thể thức loại kép (Double Elimination).
    - 2 đội có thứ hạng tốt nhất của các bảng sẽ bắt đầu từ nhánh thắng.
    - 4 đội còn lại sẽ thi đấu với nhau tại vòng Cross Play Decider.
      - Tất cả các trận đấu tại vòng Cross Play Decider thi đấu theo thể thức Bo5.

  - Tất cả các trận đấu thi đấu theo thể thức Bo5.
  - Đội vô địch, đội á quân và đội hạng 3 ở giải Mùa Hè sẽ đủ điều kiện đại diện khu vực LEC tham gia Chung kết thế giới 2025.

## Danh sách đội tuyển
Danh sách các đội tuyển tham gia LEC Mùa Đông 2025.
| Đội           | Xuất hiện lần đầu tại LEC | Vai trò thi đấu | Vai trò thi đấu | Vai trò thi đấu | Vai trò thi đấu | Vai trò thi đấu | HLV trưởng  |
| Đội           | Xuất hiện lần đầu tại LEC | Đường trên      | Đi rừng         | Đường giữa      | Đường dưới      | Hỗ trợ          | HLV trưởng  |
| ------------- | ------------------------- | --------------- | --------------- | --------------- | --------------- | --------------- | ----------- |
| Fnatic        | Mùa Xuân 2013             | Oscarinin       | Razork          | Humanoid        | Upset           | Mikyx           | GrabbZ      |
| G2 Esports    | Mùa Xuân 2016             | BrokenBlade     | SkewMond        | Caps            | Hans Sama       | Labrov          | Dylan Falco |
| GIANTX        | Mùa Xuân 2019             | Lot             | Closer          | Jackies         | Noah            | Jun             | Guilhoto    |
| Karmine Corp  | Mùa Xuân 2024             | Canna           | Yike            | Vladi           | Caliste         | Targamas        | Reha        |
| Movistar KOI  | Mùa Xuân 2020             | Myrwn           | Elyoya          | Jojopyun        | Supa            | Alvaro          | Melzhet     |
| Rogue         | Mùa Xuân 2019             | Adam            | Malrang         | Larssen         | Patrik          | Execute         | fredy112    |
| SK Gaming     | Mùa Xuân 2013             | JNX             | ISMA            | Reeker          | Rahel           | Loopy           | OWN3R       |
| Team BDS      | Mùa Xuân 2022             | Irrelevant      | 113             | nuc             | Ice             | Parus           | Striker     |
| Team Heretics | Mùa Đông 2023             | Carlsen         | Sheo            | Kamiloo         | Flakked         | Stend           | Machuki     |
| Team Vitality | Mùa Xuân 2016             | Naak Nako       | Lyncas          | Czajek          | Carzzy          | Hylissang       | Mac         |

## Thống kê từng mùa
| Năm  | Mùa giải      | Quán quân    | Á quân           | Hạng 3        | Hạng 4           | Đủ điều kiện tham dự CKTG | Đủ điều kiện tham dự CKTG | Đủ điều kiện tham dự CKTG | Đủ điều kiện tham dự CKTG |
| Năm  | Mùa giải      | Quán quân    | Á quân           | Hạng 3        | Hạng 4           | Hạt giống 1               | Hạt giống 2               | Hạt giống 3               | Hạt giống 4               |
| ---- | ------------- | ------------ | ---------------- | ------------- | ---------------- | ------------------------- | ------------------------- | ------------------------- | ------------------------- |
| 2013 | Xuân          | Fnatic       | Gambit Gaming    | Evil Geniuses | SK Gaming        | Fnatic                    | Lemondogs                 | Gambit Gaming             | —                         |
| 2013 | Hè            | Fnatic       | Lemondogs        | Gambit Gaming | Evil Geniuses    | Fnatic                    | Lemondogs                 | Gambit Gaming             | —                         |
| 2014 | Xuân          | Fnatic       | SK Gaming        | Roccat        | Alliance         | Alliance                  | Fnatic                    | SK Gaming                 | —                         |
| 2014 | Hè            | Alliance     | Fnatic           | SK Gaming     | Roccat           | Alliance                  | Fnatic                    | SK Gaming                 | —                         |
| 2015 | Xuân          | Fnatic       | Unicorns of Love | H2k-Gaming    | SK Gaming        | Fnatic                    | H2k-Gaming                | Origen                    | —                         |
| 2015 | Hè            | Fnatic       | Origen           | H2k-Gaming    | Unicorns of Love | Fnatic                    | H2k-Gaming                | Origen                    | —                         |
| 2016 | Xuân          | G2 Esports   | Origen           | Fnatic        | H2k-Gaming       | G2 Esports                | H2k-Gaming                | Splyce                    | —                         |
| 2016 | Hè            | G2 Esports   | Splyce           | H2k-Gaming    | Unicorns of Love | G2 Esports                | H2k-Gaming                | Splyce                    | —                         |
| 2017 | Xuân          | G2 Esports   | Unicorns of Love | Fnatic        | Misfits Gaming   | G2 Esports                | Misfits Gaming            | Fnatic                    | —                         |
| 2017 | Hè            | G2 Esports   | Misfits Gaming   | Fnatic        | H2k-Gaming       | G2 Esports                | Misfits Gaming            | Fnatic                    | —                         |
| 2018 | Xuân          | Fnatic       | G2 Esports       | Splyce        | Team Vitality    | Fnatic                    | Team Vitality             | G2 Esports                | —                         |
| 2018 | Hè            | Fnatic       | Schalke 04       | Team Vitality | Misfits Gaming   | Fnatic                    | Team Vitality             | G2 Esports                | —                         |
| 2019 | Xuân          | G2 Esports   | Origen           | Fnatic        | Splyce           | G2 Esports                | Fnatic                    | Splyce                    | —                         |
| 2019 | Hè            | G2 Esports   | Fnatic           | FC Schalke 04 | Rogue            | G2 Esports                | Fnatic                    | Splyce                    | —                         |
| 2020 | Xuân          | G2 Esports   | Fnatic           | MAD Lions     | Origen           | G2 Esports                | Fnatic                    | Rogue                     | MAD Lions                 |
| 2020 | Hè            | G2 Esports   | Fnatic           | Rogue         | MAD Lions        | G2 Esports                | Fnatic                    | Rogue                     | MAD Lions                 |
| 2021 | Xuân          | MAD Lions    | Rogue            | G2 Esports    | FC Schalke 04    | MAD Lions                 | Fnatic                    | Rogue                     | —                         |
| 2021 | Hè            | MAD Lions    | Fnatic           | Rogue         | G2 Esports       | MAD Lions                 | Fnatic                    | Rogue                     | —                         |
| 2022 | Xuân          | G2 Esports   | Rogue            | Fnatic        | Misfits Gaming   | Rogue                     | G2 Esports                | Fnatic                    | MAD Lions                 |
| 2022 | Hè            | Rogue        | G2 Esports       | Fnatic        | MAD Lions        | Rogue                     | G2 Esports                | Fnatic                    | MAD Lions                 |
| 2023 | Đông          | G2 Esports   | MAD Lions        | KOI           | SK Gaming        | G2 Esports                | Fnatic                    | MAD Lions                 | Team BDS                  |
| 2023 | Xuân          | MAD Lions    | Team BDS         | Team Vitality | G2 Esports       | G2 Esports                | Fnatic                    | MAD Lions                 | Team BDS                  |
| 2023 | Hè            | G2 Esports   | Excel Esports    | Fnatic        | Team Heretics    | G2 Esports                | Fnatic                    | MAD Lions                 | Team BDS                  |
| 2023 | Chung kết năm | G2 Esports   | Fnatic           | MAD Lions     | Team BDS         | G2 Esports                | Fnatic                    | MAD Lions                 | Team BDS                  |
| 2024 | Đông          | G2 Esports   | MAD Lions KOI    | Team BDS      | Fnatic           | G2 Esports                | Fnatic                    | MAD Lions KOI             | —                         |
| 2024 | Xuân          | G2 Esports   | Fnatic           | Team BDS      | Team Vitality    | G2 Esports                | Fnatic                    | MAD Lions KOI             | —                         |
| 2024 | Hè            | G2 Esports   | Fnatic           | Team BDS      | Karmine Corp     | G2 Esports                | Fnatic                    | MAD Lions KOI             | —                         |
| 2024 | Chung kết năm | G2 Esports   | Fnatic           | MAD Lions KOI | Team BDS         | G2 Esports                | Fnatic                    | MAD Lions KOI             | —                         |
| 2025 | Đông          | Karmine Corp | G2 Esports       | Fnatic        | Movistar KOI     |                           |                           |                           |                           |
| 2025 | Xuân          |              |                  |               |                  |                           |                           |                           |                           |
| 2025 | Hè            |              |                  |               |                  |                           |                           |                           |                           |